# سیارک ۹۶۰۲
سیارک ۹۶۰۲ (به انگلیسی: 9602 Oya، نامگذاری:1991UU3) نه هزار و ششصد و دومین سیارک کشف شده‌است که در ۳۱ اکتبر ۱۹۹۱ کشف شد.
قدر مطلق سیارک برابر ۲۲.۴ است.